# (6319) Beregovoj
(6319) Beregovoj (1990 WJ3) – planetoida z grupy pasa głównego asteroid okrążająca Słońce w ciągu 3,41 lat w średniej odległości 2,27 j.a. Odkryta 19 listopada 1990 roku.